# Westerlee
Westerlee é uma cidade dos Países Baixos, na província de Holanda do Sul. Westerlee pertence ao município de Westland, e está situada a 5 km, a norte de Maassluis.
A área de Westerlee, que também inclui as partes periféricas da cidade, bem como a zona rural circundante, tem uma população estimada em 70 habitantes.